# USS 복서 (CV-21)
USS 복서 (CV-21)는 미국 해군 에식스급 항공모함 24척 중 13번함이다.

## 역사

### 한국전쟁

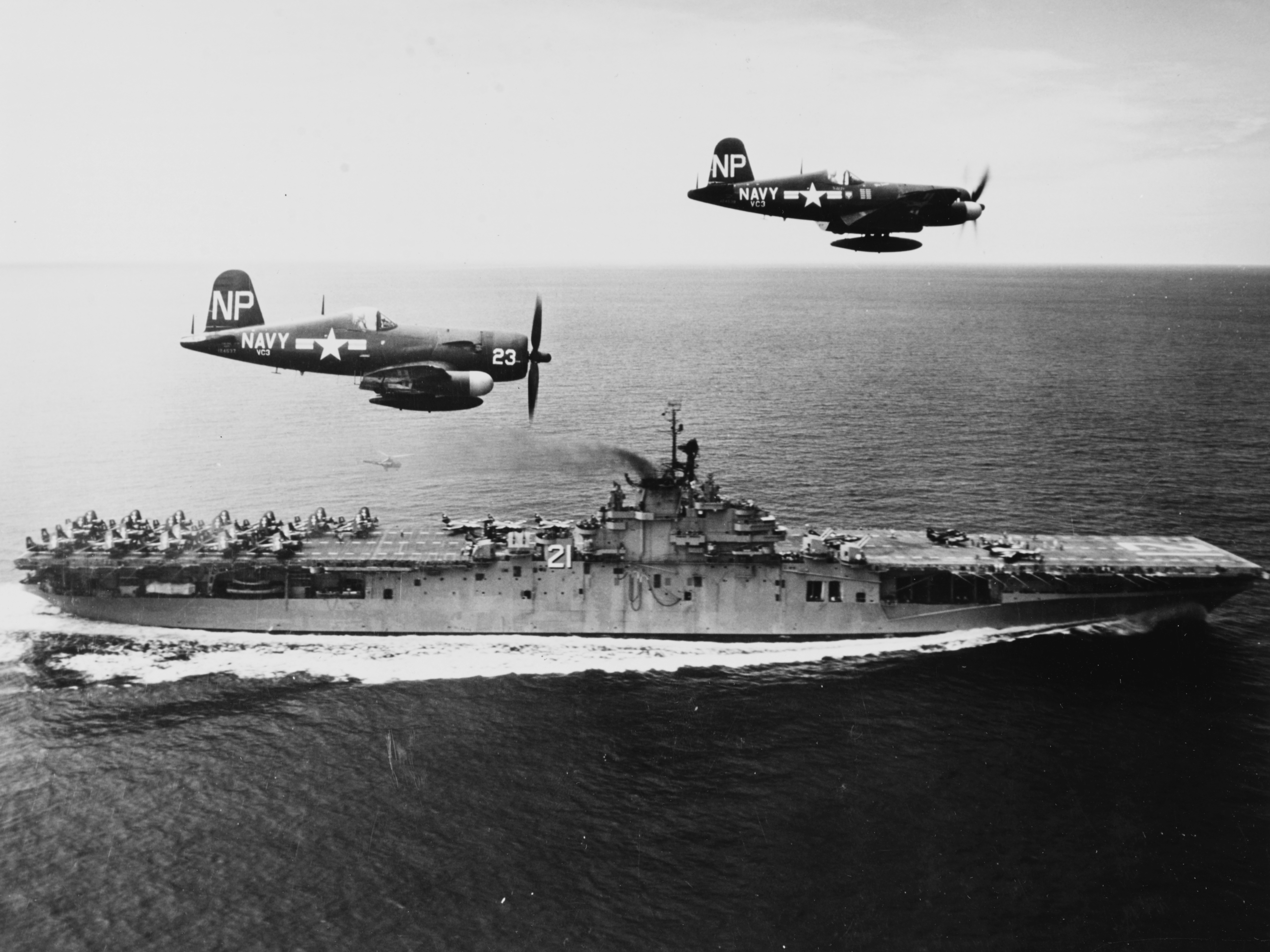
1951년 9월 한국전쟁 당시, 복서함과 F4U 콜세어 프로펠러 전폭기

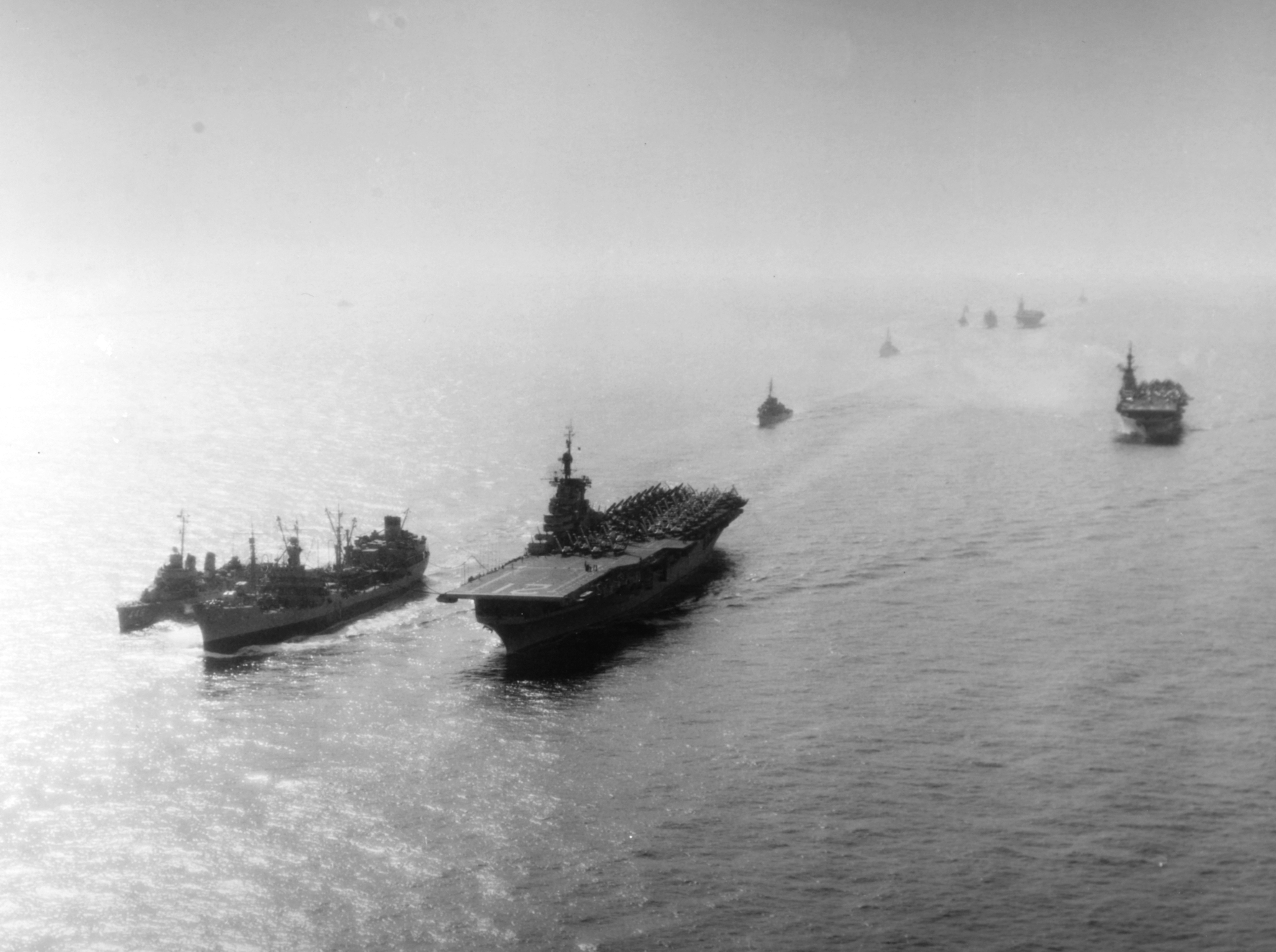
1953년 6월 한국전쟁 당시, 제7함대 (미국)의 전신 태스크 포스 77의 기함 복서

1950년 한국전쟁이 발발했을 당시, 극동에 배치된 항공모함은 미국 3만톤 밸리포지함과 영국 2만톤 트라이엄프함 뿐이었다. 2017년 현재 2만톤 독도함과 트라이엄프함이 비슷하고, 미국의 3만톤 밸리포지함은 일본 3만톤 이즈모함과 비슷하다.
복서함은 캘리포니아에 배치되어 있었다. 즉시 한국으로 출동명령이 떨어져, 태평향 최단시간 횡단 기록을 갱신했다. 1950년 7월 14일 캘리포니아를 출발해 7월 23일 일본 요코스카에 도착했다. 8일 7시간 걸렸다.
복서함에는 미국 공군을 위한 45대의 P-51 머스탱과 6대의 L-5 센티넬 연락기가 탑재되었다. 19대의 해군 항공기와 1,012명의 함재기 지원요원, 필수적인 수리부속품 등 유엔군을 위한 2천톤의 보급품이 실렸다. 많은 장비들은 주방위군 공군 부대에서 가져온 것이다.
복서함은 7월 28일 요코스타를 떠나 8월 4일 캘리포니아로 복귀했다. 7일 10시간 36분이 걸려, 다시 태평양 최단시간 횡단기록을 갱신했다.
복서함에는 급유할 연료가 불충분해서, 제트기가 탑재되지 않았다.
캘리포니아에서 빨리 재정비를 받고, 복서함에는 F4U 콜세어 프로펠러 전폭기로 구성된 Carrier Air Group 2가 배치되었다. 이번에는 수송임무가 아니라 전투임무를 위해 8월 24일 한국으로 출발했다.
복서함에는 110대의 함재기가 탑재되었으며, 이미 한국에서는 수백대의 미군 전투기가 작전중이었다. 태풍 캐지아가 복서함의 항로를 막아, 한국에 도착하는 일정이 지연되었다.
복서함은 USS 밸리포지 (CV-45), 영국 트라이엄프, USS 필리핀시 (CV-47)에 이어 4번째로 한국에 도착한 항공모함이다. 한국전쟁 3년 동안 3만톤 에식스급 항공모함 11척이 참전했다.
너무 늦게 와서 낙동강 전투에는 참여하지 못했지만, 인천상륙작전에 230척의 미국 선박들과 함께 참여했다.
인천상륙작전 초기에, 복서함의 추진 시스템이 고장났다. 엔지니어들이 긴급수리를 하여 작전에 계속 참여할 수 있었지만, 원래 33노트(61 km/h)인 최고속도가 26노트(48 km/h)로 제한되었다.
1952년 8월, 복서함의 비행갑판에서 불이 났다. 연료탱크에서 불이 났으며, 8명이 사망하고 18대의 함재기가 파괴되었다.